# Otterford
Otterford – wieś w Anglii, w hrabstwie Somerset, w dystrykcie (unitary authority) Somerset. Leży nad rzeką Otter, blisko jej źródła, 69 km na południowy zachód od Bristolu i 218 km na zachód od Londynu. W 2002 miejscowość liczyła 384 mieszkańców.